# Sangley

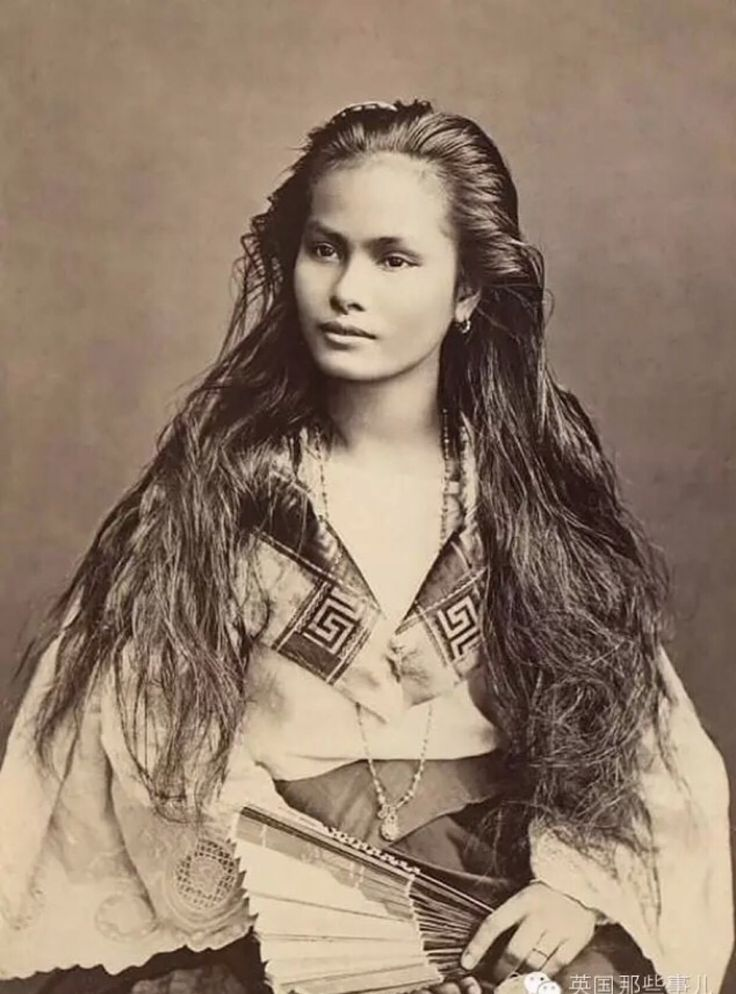
Una mestiza de sangley de clase rica en una fotografía de Francisco van Camp, c. 1875.

Sangley (del hokkien: seng di, "comerciar") y mestizo de sangley son términos arcaicos utilizados en Filipinas durante la época colonial española para describir respectivamente a una persona de ascendencia china pura de ultramar y a una persona de ascendencia mixta china y filipina nativa.
Los chinos sangleyes son los antepasados tanto de los modernos filipinos chinos como de los modernos filipinos mestizos descendientes de los mestizos de sangley, también conocidos como mestizos chinos, que son descendientes mixtos de chinos de sangley y filipinos nativos. Los mestizos chinos eran mestizos en el Imperio español, clasificados junto con otros filipinos mestizos.
Los españoles consideraban las siguientes categoría: indio (nativos de las Indias Orientales), mestizos de español (descendientes de españoles étnicos coloniales y filipinos nativos), torna atrás (mestizos hispano-chinos, descendientes de filipinos españoles coloniales y chinos sangleyes), mestizos de Bombay (mestizos indios, descendientes de filipinos indios coloniales y filipinos nativos), mestizos de japoneses (descendientes de filipinos japoneses coloniales y filipinos nativos), etc.
La inmigración china de ultramar había entrado en Filipinas como comerciantes antes de la colonización española, como también lo habían hecho en Malasia e Indonesia. Al principio, en su mayoría hombres, muchos, tomaron esposas nativas, y establecieron comunidades concentradas primero en Manila y en toda la isla de Luzón, y luego en otras ciudades y asentamientos por todo el archipiélago, yendo históricamente de Luzón a Bisayas y Mindanao. En el siglo XIX, con descendientes mixtos chino-filipinos, habían establecido una comunidad claramente separada de los propios chinos. Eran conocidos como mestizos de sangley. Se diferenciaban de los sangleyes, que serían el equivalente genérico de comerciantes chinos en Filipinas.